# جانی فلین (بازیگر)
جانی فلین (به انگلیسی: Johnny Flynn) (زاده ۱۹۸۳) بازیگر و موسیقی‌دان انگلیسی است.
از کارهای معروف او می‌توان به بازی در فیلم یک زندگی اشاره کرد.

## فیلم‌شناسی
فهرست برخی از فیلم‌ها و مجموعه‌های تلویزیونی که جانی فلین در آن‌ها به ایفای نقش پرداخته است:
- چیزی در هوا-۲۰۱۲
- آهنگ اول-۲۰۱۴
- ابرهای سیلس ماریا-۲۰۱۴
- اما-۲۰۲۰
- حفاری-۲۰۲۱
- یک دست لباس-۲۰۲۲
- اسکروج: سرود کریسمس-۲۰۲۲
- یک زندگی-۲۰۲۳
- نابغه-مجموعه تلویزیونی
- بینوایان-مجموعه تلویزیونی کوتاه
- ریپلی-مجموعه تلویزیونی